# 亞聖奉祀官
亞聖奉祀官是中華民國授予孟子嫡系後裔的世襲官稱，原為明朝與清朝世襲翰林院五经博士；中華民國政府在1914年改五經博士為奉祀官，1935年改任亞聖奉祀官，1949年隨中華民國政府遷台。亞聖奉祀官曾為中華民國少見的世襲有給職公務員，簡任十四職等、月薪新臺幣十二萬多，享年終獎金，預算由內政部編列。制度改革後，隨著2014年第三任亞聖奉祀官孟祥協逝世，已終止繼承。

## 歷任亞聖奉祀官
- 第1任：孟慶棠（1877年—1943年），字澤南，孟子第73代孫。翰林院五经博士孟憲泗第三子，因長兄慶桓早逝而在清末代襲五經博士。
- 第2任：孟繁驥（1909年—1990年），字雪生，慶棠長子、慶桓嗣子，民國二十八年（1939年）襲任亞聖奉祀官，民國三十八年（1949年）奉令隨國府遷臺，遷居臺灣。
- 第3任：孟祥協（1933年—2014年），繁驥長子，民國七十九年（1990年）襲任亞聖奉祀官。

民國九十八年（2009年），中華民國政府宣布除大成至聖先師奉祀官確定為無給職之外，其餘「配祀」奉祀官將隨在任者逝世終止繼承。隨著孟祥協逝世，亞聖奉祀官終止世襲，但是四氏後裔依例受邀在臺北孔子廟舉行釋奠禮。

## 参看
- 孟子
- 儒家
- 孟子世家大宗世系
- 衍圣公
- 復聖奉祀官
- 宗聖奉祀官

## 外部連結
- 奉祀官 （页面存档备份，存于），全國宗教資訊網。